# Cotula radicalis
Cotula radicalis là một loài thực vật có hoa trong họ Cúc. Loài này được (Killick & Claassen) Hilliard & B.L.Burtt mô tả khoa học đầu tiên năm 1970.